# سيدريك هاردويك
سيدريك هاردويك (بالإنجليزية: Cedric Hardwicke)‏ هو منتج أفلام ومخرج وممثل بريطاني، ولد في 19 فبراير 1893 في المملكة المتحدة، وتوفي في 6 أغسطس 1964 بنيويورك في الولايات المتحدة بسبب نفاخ رئوي. بدأ مشواره المهني سنة 1913، ومن الجوائز التي نالها جائزة توني.

## أعمال

### أفلام
- (1934) اليهودي سوس
- (1935) البؤساء
- (1941) الشك
- (1942) شبح فرانكشتاين
- (1944) ويلسون
- (1945) صورة دوريان جراي[7]
- (1956) الوصايا العشر[8][9][10]
- (1956) حول العالم في 80 يوما[11][12][13]
- (1956) ديان
- (1956) هيلين الطروادية

## جوائز وترشيحات
جوائز
- جائزة توني

ترشيحات
- جائزة توني لأفضل ممثل في مسرحية [الإنجليزية]‏ (1959)

## وصلات خارجية
- سيدريك هاردويك على موقع IMDb (الإنجليزية)
- سيدريك هاردويك على موقع الموسوعة البريطانية (الإنجليزية)
- سيدريك هاردويك على موقع روتن توميتوز (الإنجليزية)
- سيدريك هاردويك على موقع ألو سيني (الفرنسية)
- سيدريك هاردويك على موقع ميوزك برينز (الإنجليزية)
- سيدريك هاردويك على موقع أول موفي (الإنجليزية)
- سيدريك هاردويك على موقع قاعدة بيانات برودواي على الإنترنت (الإنجليزية)
- سيدريك هاردويك على موقع قاعدة بيانات برودواي على الإنترنت (الإنجليزية)
- سيدريك هاردويك على موقع قاعدة بيانات الأفلام السويدية (السويدية)
- سيدريك هاردويك على موقع إن إن دي بي (الإنجليزية)